# 维基百科纪念雕像
维基百科纪念雕像（波蘭語：Pomnik Wikipedii），是位于波兰斯武比采的一座公共雕塑，安放在斯武比采中央广场。该雕像是该市市民捐款47000兹罗提，由亚美尼亚美术家Mihran Hakobjan制作的，其最初是由来自Collegium Polonicu学院主任Krzysztof Wojciechowski提议的。雕像材料采用纤维和树脂，黄铜外观。这个雕像高6.5英尺，表现了四个人物共同举起维基球的形象。

## 描述
通过这个纪念碑，斯武比采的公民

想向全世界成千上万的编辑者们致敬。

他们自愿为维基百科做出贡献，

维基百科是人们共同创作的最大项目，

不受政治，宗教或文化边界的影响。 

截至雕塑落成的这年，维基百科已经提供了280多种语言，

并包含大约3000万篇条目。

这座纪念碑的捐助者们确信，以维基百科为支柱之一，

纪念碑描绘了四个裸体人物，他们高举着一个基于维基百科标志的地球仪， 该雕塑高度超过2米。采用纤维和树脂制成，由亚美尼亚艺术家Mihran Hakobjan制作。 它耗资约47000兹罗提（约83000人民币），由斯武比采地区当局资助。

## 歷史

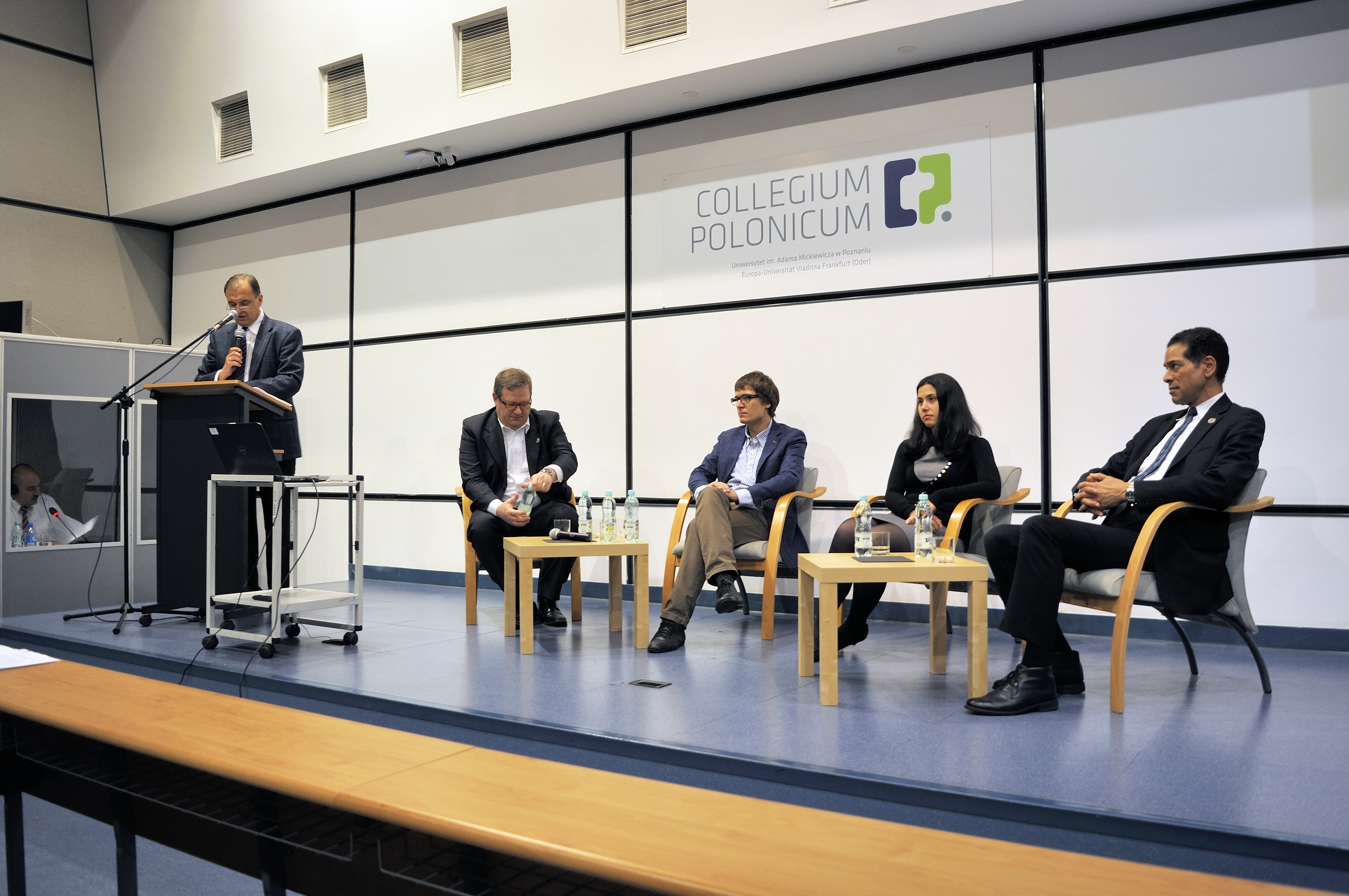
在波罗尼库姆大学[8]的討論會
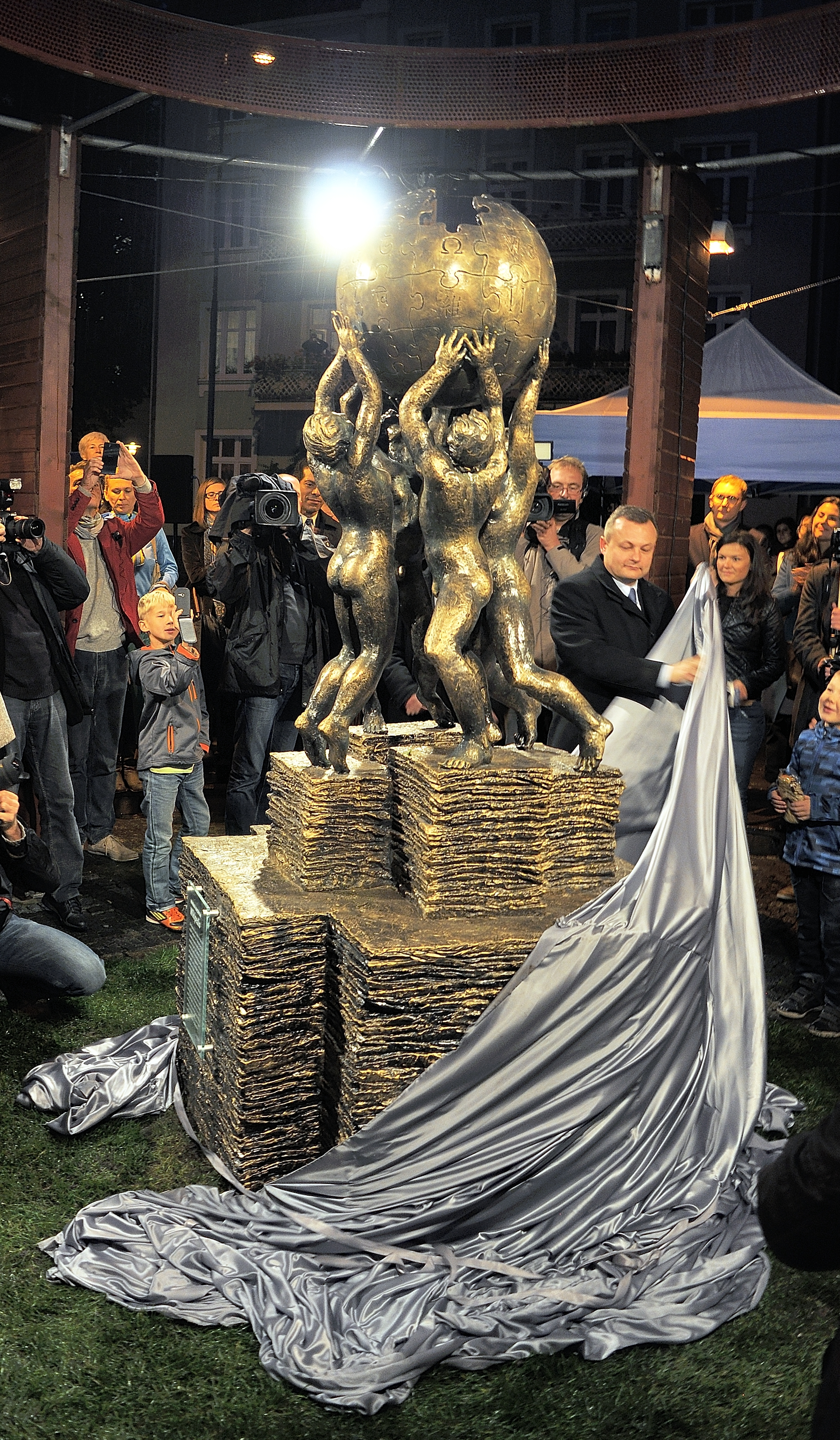
紀念雕像揭幕
- 揭幕
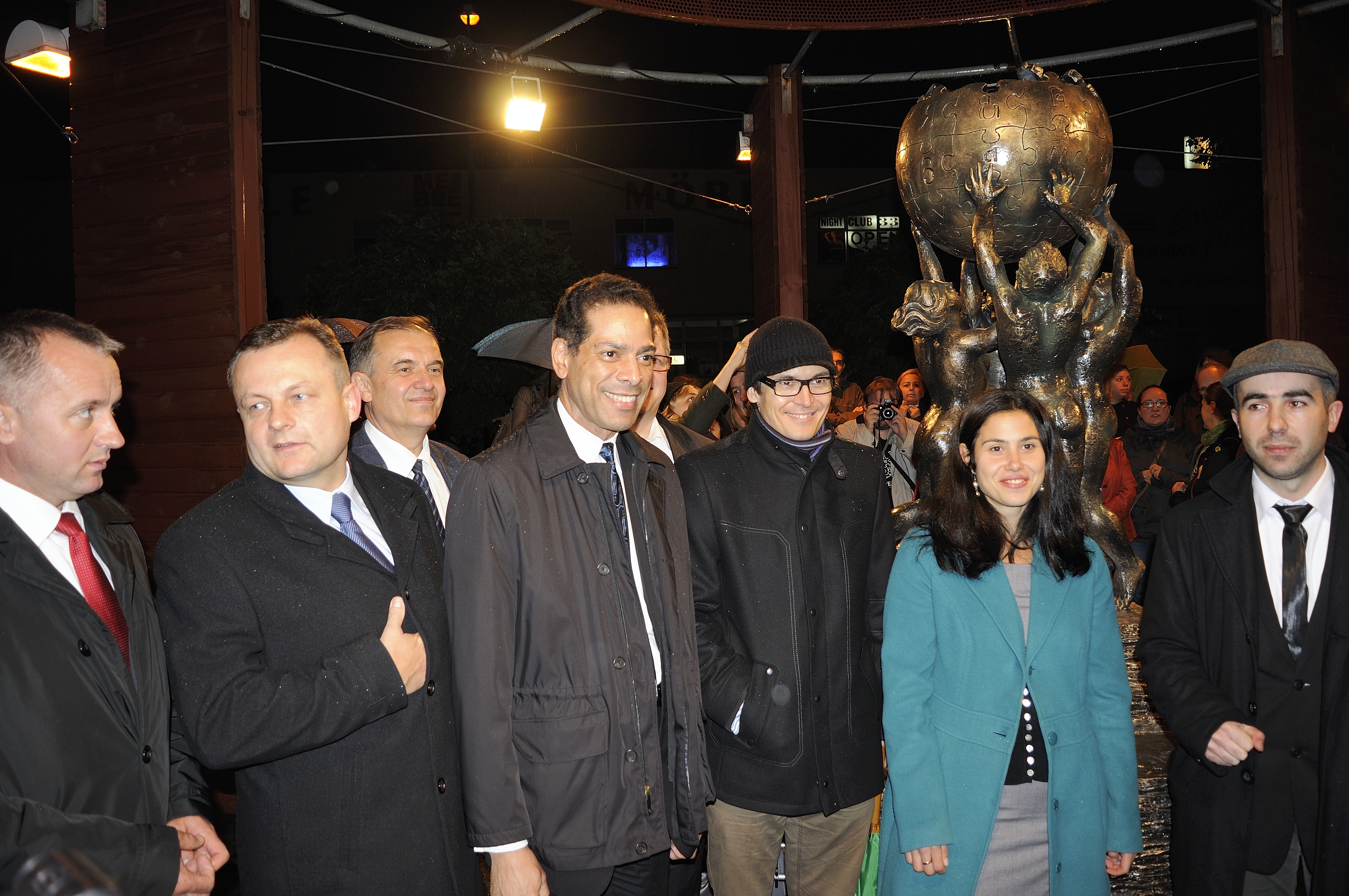
代表们与负责人们在雕像揭幕式上。
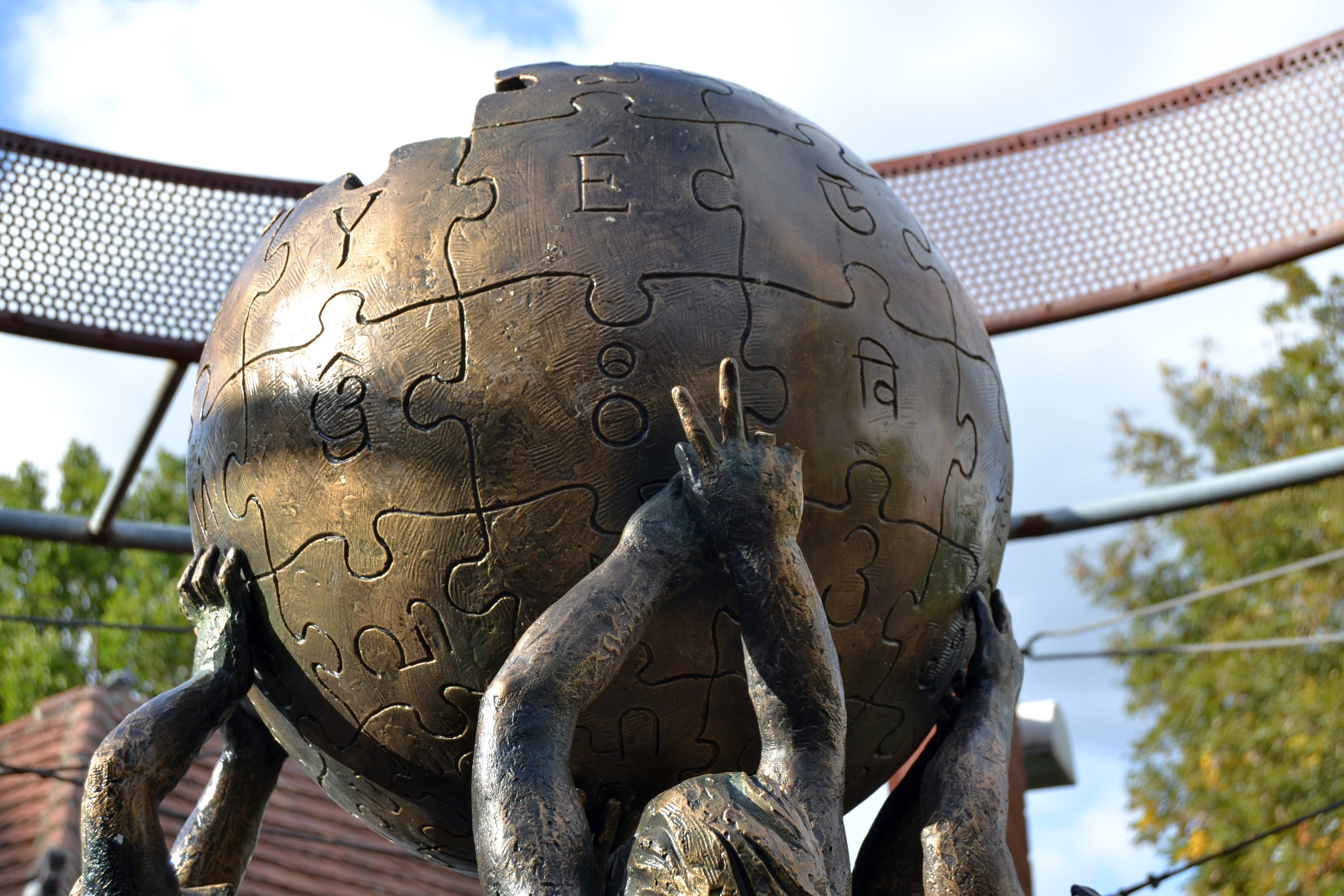
2019年9月，纪念碑的手指可见破坏

## 吉米·威尔士的声明
不得不说，当2001年,维基百科在开始运营的时候，我从未想过有一天维基百科会被授予纪念碑——我们编写它们的条目，我们通过维基爱纪念碑的活动拍摄它们，现在，我们有了一个自己的纪念碑。这是真正特殊和令人兴奋的一天，我希望这一天的聚光灯能聚焦在成千上万的维基人身上，他们编辑维基百科，使其成为自由知识的来源。我期待着有一天能来到斯武比采，亲自欣赏这座纪念碑，如果可能的话，我还希望见到一些参与该项目的人士。——吉米·威尔士，维基百科的联合创始人，在揭幕仪式上